# باول مارسدن
باول مارسدن هو سياسي بريطاني، ولد في 18 مارس 1968 في Frodsham ‏ في المملكة المتحدة. نشط حزبياً في الديمقراطيون الليبراليون وحزب العمال.

## مناصب
- في الانتخابات العامة في المملكة المتحدة 1997 [الإنجليزية]‏، انتخب عضو البرلمان الثاني والخمسون للمملكة المتحدة  [لغات أخرى]‏ عن دائرة شروزبوري وأتشام وقد انضم خلال فترته النيابية ‏ (1 مايو 1997 – 14 مايو 2001) للكتلة البرلمانية حزب العمال.
- انتخب عضو البرلمان الثالث والخمسون للمملكة المتحدة  [لغات أخرى]‏ عن دائرة شروزبوري وأتشام وقد انضم خلال فترته النيابية ‏ (5 أبريل 2005 – 11 أبريل 2005) للكتلة البرلمانية حزب العمال.
- انتخب عضو البرلمان الثالث والخمسون للمملكة المتحدة  [لغات أخرى]‏ عن دائرة شروزبوري وأتشام وقد انضم خلال فترته النيابية ‏ (10 ديسمبر 2001 – 5 أبريل 2005) للكتلة البرلمانية الديمقراطيون الليبراليون.
- في الانتخابات العامة في المملكة المتحدة 2001، انتخب عضو البرلمان الثالث والخمسون للمملكة المتحدة  [لغات أخرى]‏ عن دائرة شروزبوري وأتشام وقد انضم خلال فترته النيابية ‏ (7 يونيو 2001 – 9 ديسمبر 2001) للكتلة البرلمانية حزب العمال.

## وصلات خارجية
- الموقع الرسمي